# Stephen Buckland
Stephen Terrence Buckland (né le 28 juillet 1955) est un statisticien britannique et professeur à l'Université de St Andrews. Il est surtout connu pour ses travaux sur l'échantillonnage à distance, une technique largement utilisée pour estimer la taille des populations animales. Il a également apporté des contributions significatives dans les domaines suivants : méthodes de rééchantillonnage bootstrap ; modéliser la dynamique des populations d'animaux sauvages et mesurer la biodiversité .

## Biographie
Buckland est né dans le Dorset, en Angleterre, le plus jeune de trois enfants. Après des études secondaires à la Foster's School de Sherborne, il étudie les mathématiques à l'Université de Southampton et à l'Université d'Édimbourg, suivi d'un doctorat en statistiques de l'Université d'Aberdeen en 1983 . Il a un vif intérêt pour l'histoire naturelle dès son plus jeune âge, et a maintenant un fort intérêt pour la photographie animalière. Il devient « photographe en résidence » à la réserve naturelle nationale de Tentsmuir  en 2018.

## Carrière académique
De 1977 à 1985, il est chargé de cours en statistiques à l'Université d'Aberdeen. Il est ensuite scientifique principal à la Commission interaméricaine du thon tropical, basée à l'Institut d'océanographie Scripps de San Diego, en Californie, pour estimer les tendances de l'abondance des dauphins dans le Pacifique tropical oriental, afin d'évaluer les impacts de la pêche au thon sur les stocks de dauphins. En 1988, il accepte le poste de statisticien au Scottish Agricultural Statistics Service (aujourd'hui Biomathematics and Statistics Scotland ), basé au Macaulay Land Use Research Institute (aujourd'hui James Hutton Institute).
En 1993, il est nommé professeur de statistiques à l'Université de St Andrews et occupe à nouveau ce poste depuis 2019.
À St Andrews, il crée le Centre de recherche sur la modélisation écologique et environnementale  (CREEM) en 1999, et en est le directeur de 1999 à 2004, puis de 2009 à 2014. Il co-fonde le National Center for Statistical Ecology , (NCSE) en 2005, avec Byron Morgan à l'université du Kent, et Steve Brooks, alors à l'université de Cambridge. Il en est directeur ou co-directeur jusqu'en 2019.
Avec d'autres, il crée les conférences biennales internationales sur l'écologie statistique, avec à la fois la première conférence (en 2008) et la sixième conférence (en 2018)  organisées par St Andrews.
Buckland publie environ 190 articles avec comité de lecture  couvrant les statistiques, les mathématiques, l'écologie, la conservation, la gestion de la faune, la biologie expérimentale et théorique, la pêche, les sciences de l'environnement, la botanique, la zoologie, la géographie, la géologie, l'épidémiologie, l'agroforesterie, la télédétection et la chimie analytique. Il est l'un des développeurs des méthodes d'échantillonnage à distance et est le premier auteur de quatre livres sur le sujet. Buckland est rédacteur en chef du Journal of Agricultural, Biological and Environmental Statistics  de 2016 à 2018.
Buckland est élu membre de l'Institut international de statistique en 1995 et membre de la Royal Society of Edinburgh en 2007 . Il est chercheur au Leverhulme Trust en 2005-2006. Il est membre du Conseil de la Royal Statistical Society de 2005 à 2009. En 2019, il reçoit la médaille d'or Guy de la Royal Statistical Society , le 38e récipiendaire depuis sa création en 1892.

## Publications
- S. T. Buckland, D. R. Anderson, K. P. Burnham and J. L. Laake, Distance Sampling: Estimating Abundance of Biological Populations, Chapman and Hall, London, 1993

- S. T. Buckland, D. R. Anderson, K. P. Burnham, J. L. Laake, D. L. Borchers and L. Thomas, Introduction to Distance Sampling, Oxford University Press, Oxford, 2001

- D. L. Borchers, S. T. Buckland and W. Zucchini, Estimating Animal Abundance: Closed Populations, Springer Verlag, London, 2002 (lire en ligne )

- K. B. Newman, S. T. Buckland, B. J. T Morgan, R. King, D. L. Borchers, D. J. Cole, P. Besbeas, O. Gimenez and L. Thomas, Modelling population dynamics: model formulation, fitting and assessment using state-space methods, Springer, New York, 2014

- S. T. Buckland, E. A. Rexstad, T. A. Marques, and C. S. Oedekoven, Distance Sampling: Methods and Applications, Springer, New York, 2015